# Plailly
Plailly je francouzská obec v departementu Oise v regionu Hauts-de-France. V roce 2010 zde žilo 1 671 obyvatel.

## Vývoj počtu obyvatel
Počet obyvatel 